# Lisa Hanna

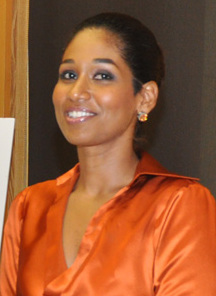
Lisa Hanna (2012)

Lisa Hanna (* 27. August 1975) ist eine jamaikanische Politikerin der People’s National Party (PNP). Sie erlangte Bekanntheit durch den Gewinn der Wahl zur Miss World im Jahr 1993. Seit dem 6. Januar 2012 ist sie jamaikanische Ministerin für Jugend und Kultur.

## Leben
Hanna wuchs in Retreat im Saint Mary Parish auf, sie besuchte die Queen’s High School.
Im Jahr 1993 nahm sie am Wettbewerb zur Miss Jamaica World teil und gewann. Im November 1993 gewann sie auch beim internationalen Wettbewerb im südafrikanischen Sun City und wurde zur Miss World 1993 gekürt. Sie war die dritte Jamaikanerin, die diesen Wettbewerb gewinnen konnte.
Hanna studierte Communications an der University of the West Indies, erwarb 1998 den Bachelor und schloss 2000 mit dem Master ab. Beruflich ist sie als Communications Consultant tätig, sie war aber Anfang der 2000er Jahre unter anderem auch Co-Moderatorin der Talk-Show Our Voices im jamaikanischen Fernsehen. Sie engagierte sich für verschiedene Entwicklungsprojekte, unter anderem für das World Hunger Project und das Jamaica Movement for the Advancement of Literacy. Sie war Goodwill-Botschafterin der Vereinten Nationen (UN).
Hanna war verheiratet und wurde 2001 Mutter eines Sohnes. Die Ehe wurde 2004 geschieden.

## Politik
Bei der Parlamentswahl am 3. September 2007 wurde Hanna als Kandidatin der People’s National Party (PNP) im Wahlkreis St. Ann South Eastern ins Repräsentantenhaus gewählt. Sie war dann Oppositionssprecherin für Jugend- und Kulturpolitik.
Auch bei den Parlamentswahlen am 29. Dezember 2011 konnte sie ihren Wahlkreis für sich entscheiden. Die PNP errang bei diesen Parlamentswahlen die Regierungsmehrheit und Hanna wurde von Premierministerin Portia Simpson Miller als Ministerin für Jugend und Kultur berufen. Ihre Vereidigung fand am 6. Januar 2012 statt.
Im Dezember 2014 erregte ein von Lisa Hanna selbst veröffentlichtes Strandfoto in knapper Badebekleidung die jamaikanischen Gemüter. Mit dem Bild wollte sie sich bei den Veranstaltern eines Reggae-Events bedanken.